# Gvajanski ščit
Gvajanski ščit (francosko Plateau des Guyanes, Bouclier guyanais; nizozemsko Hoogland van Guyana, Guianaschild; portugalsko Planalto das Guianas, Escudo das Guianas; špansko Escudo guayanés) je eden od treh južnoameriških kratonov. To je 1,7 milijarde let stara predkambrijska geološka formacija na severovzhodu Južne Amerike, ki tvori del severne obale. Višje vzpetine na ščitu se imenujejo Gvajansko višavje, kjer so mizaste gore, imenovane tepui. Gvajansko višavje je tudi vir nekaterih najbolj znanih slapov na svetu, kot so Angelov slap, slapovi Kaieteur in slapovi Cuquenan.
Gvajanski ščit je podlaga za Gvajano (prej Britanska Gvajana), Surinam (prej Nizozemska Gvajana) in Francosko Gvajano, velik del južne Venezuele, pa tudi dele Kolumbije in Brazilije. Kamnine Gvajanskega ščita so sestavljene iz metasedimentov in metavulkanikov (zelenih skriljevcev), prekritih s subhorizontalnimi plastmi peščenjakov, kvarcitov, skrilavcev in konglomeratov v katere so vdrti pragovi mlajših mafičnih intruzivov, kot je gabro.

## Geologija
Najstarejše kamnine v ščitu sestavljajo arhajski kompleks Imataca, sestavljen iz kremenovega glinenca in podrejenega mafičnega gnajsa. Prelom Guri označuje južno mejo kompleksa. Južno od tega preloma so zgodnje proterozojske kamnine, ki jih sestavljata metavulkanska superskupina Pastora in granitoidni plutonski kompleks Supamo. Skupino Cuchivero sestavljajo pepelni tuf in granitoidne plutonske kamnine. Zgodnje do srednje proterozojsko skupino Roraima sestavljajo celinske klastične sedimentne kamnine. Ti predkambrijski sedimenti vključujejo kremenčeve peščenjake, kvarcite in konglomerate, za katere se domneva, da so stari od 1,8 do 1,4 Ga (giga-annum ali milijard let).

## Geomorfologija
Obstajajo tri gorska območja Gvajanskega ščita:
1. Samo Gvajansko višavje je v Venezueli vzhodno od Orinoka in se razteza čez večji del zahodno-osrednje Gvajane ter v severno državo Roraima v Braziliji.
2. Višavje Tumucumaque, ki je niz osrednjih masivov v loku od gorovja Wilhelmina v južnem osrednjem Surinamu, vzdolž južne meje Surinama in Gvajane, ki tvori gorovje Acarai v državi Roraima in gorovje Tumuc-Humac v Pará in Amapá v Braziliji. Od tega loka se južna pobočja rahlo spuščajo proti reki Amazonki, severna pa se rahlo spuščajo proti Atlantiku.
3. Planota Chiribiquete je planota pokrita s peščenjakom na nadmorski višini okoli 900 m, ki tvori zahodni rob ščita. Planoto ločujejo od vzhodnih Andov debeli neogenski sedimenti Subandskega korita, ki poteka vzdolž severnega in zahodnega roba Gvajanskega ščita.

V severno-osrednjem delu Gvajanskega višavja prevladujejo visoki ravni vrhovi, imenovani tepuis, iz superskupine Roraima in formacije Quasi-Roraima, ter zaobljeni granitni vrhovi kompleksov Parguaza in Imataca na severnem in jugozahodnem robu območja. Najvišja točka ščita je Pico da Neblina v Braziliji na 2995 metrih. Pico da Neblina je najvišji vrh večjega masiva Neblina, močno erodirane planote iz peščenjaka, ki meji na mejo Venezuele in Brazilije in ki je izgubil tipično obliko mize drugih tepujev v regiji.

## Ekologija
Gvajanski ščit je ena od regij z največjo biotsko raznovrstnostjo na svetu in ima veliko endemičnih vrst. V regiji je več kot 3000 vrst vretenčarjev: 1168 sladkovodnih rib, 269 dvoživk (54 % endemov), 295 plazilcev (29 %), 1004 ptic (7,7 %) in 282 sesalcev (11 %). Raznolikost nevretenčarjev ostaja večinoma nedokumentirana, vendar obstaja več vrst endemičnih metuljev in hroščev.
Rastlinsko življenje je enako bogato; najdenih je bilo 13.367 vrst vaskularnih rastlin, od katerih jih je približno 40 % endemičnih. Ščit prekriva največja prostranost tropskega gozda na katerem koli območju predkambrijskega ščita na svetu. Gvajanski deževni gozd je po naravi podoben amazonskemu deževnemu gozdu, znana zavarovana območja pa so gozd Iwokrama v osrednji Gvajani, Kaieteur, narodni park Kanuku v južni Gvajani, Unescova svetovna dediščina, naravni rezervat Centralni Surinam v Surinamu, Gvajanski amazonski park v Francoski Gvajani in narodni park Tumucumaque v brazilski državi Amapá. V Venezueli so gozdovi zaščiteni z narodnimi parki Canaima, Parima-Tapirapeco in Serranía de la Neblina. Leta 2014 je vlada Kolumbije 250 hektarjev površine Gvajanskega ščita označila za Ramsarsko mokrišče in tako v skladu z Ramsarsko konvencijo postalo zaščiteno območje mednarodnega pomena.
Glede na nedavne raziskave, čeprav ekosistemi Gvajanskega višavja ostajajo živahni, so bile dokumentirane nove težave (vključno z dobro znano invazivno rastlino Poa annua – enoletna latovka in »enim najbolj agresivnih plevelov« Polypogon elongatus) in nalezljivimi fekalnimi bakterijami Helicobacter pylori.